# Adrenalina (film)
Adrenalina (Adrenalin: Fear the Rush) è un film di fantascienza del 1996 scritto e diretto da Albert Pyun.

## Trama
La storia inizia con una presentazione della Terra. L'Unione Sovietica si è disciolta ed il suo ex-territorio è oggi posseduto dalla Russia. Dalle terre dell'est giunge un virus altamente contagioso e letale. A suo modo il contagio si diffonde anche nella sponda occidentale degli USA, l'unica città immune rimane Boston, dove viene subito avviata una quarantena. Lungo il perimetro di confine di Boston viene costruito un muro, affinché nessun possibile portatore del virus possa avere accesso all'ultima metropoli sana. Tuttavia ci sono tre modi per uscire dalla città, possedere un passaporto, essere un funzionario di un ente governativo oppure entrare nel mercato nero. L'agente Delon è una ragazza che cerca disperatamente una via di fuga dalla città, ma proprio quando sta per ottenere un passaporto dal mercato nero da dare al proprio figlio viene chiamata in servizio. In un quartiere periferico di Boston avviene un misterioso massacro a opera di una misteriosa creatura, le cui vittime sono un gruppo di hooligans. Gli agenti di polizia Delon e Lemieux sono chiamati a investigare sull'accaduto e possibilmente catturare il colpevole, quando i due sono sul punto di catturarla, queste fugge nella metropolitana dove trova rifugio nelle fognature. Dopo l'accaduto, i due agenti incontrano un gruppo di scienziati, i quali spiegano di essere stati inviati appositamente per uccidere la creatura, dato che è il vettore del virus e se non uccisa la bestia porterà la pandemia anche a Boston. Durante la conversazione la bestia si fa viva e rapisce Delon, Lemieux e uno scienziato. I due assistono inorriditi all'uccisione dello scienziato da parte del mostro, durante il "pranzo" i due riescono a fuggire, quando si accorgono di essere inseguiti dalla bestia, Delon afferra una pistola e gli finisce il caricatore addosso.
Il film termina con Delon e suo figlio ai quali vengono dati due passaporti.

## Distribuzione
La pellicola è uscita negli Stati Uniti il 29 novembre 1996, debuttando in Italia il 26 giugno 1998.